# Felipponea
Felipponea is een geslacht van weekdieren uit de klasse van de Gastropoda (Slakken).

## Soorten
- Felipponea elongata (Dall, 1921)
- Felipponea iheringi (Pilsbry, 1933)
- Felipponea neritiniformis (Dall, 1919)